# Michael Shire
Michael Shire (* ca. 1958 in Birmingham) ist ein englischer Rabbiner, Hochschullehrer, Religionswissenschaftler und Sachbuchautor.

## Leben
Michael Shire studierte von 1978 bis 1981 am University College London Hebräische Sprache und Literatur mit dem Abschluss Bachelor of Arts with Honours. Von 1981 bis 1983 setzte er sein Studium am Hebrew Union College in New York fort und schloss es mit dem Master in Religious Education ab. Am Hebrew Union College in Los Angeles promovierte er von 1983 bis 1986 zum Doctor of Philosophy in Religious Education. Anschließend war er bis 1991 an der Synagoge Temple Beth Hillel in Valley Village, Los Angeles, als Direktor für Erziehung tätig.
Von 1991 bis 1993 machte Shire seinen Master in Jewish and Judaic Studies am Leo Baeck College in London und wurde nach einem weiteren Studium 1996 dort zum Rabbiner ordiniert. Damit nahm er bis 2001 dort die Lehrtätigkeit auf. Im Jahre 2001 wurde er Vizepräsident des Leo Baeck College und amtiert seit 2011 als Professor für Jüdische Erziehung am Hebrew College in Boston und als Dekan der Shoolman Graduate School of Jewish Education.
Shire gehört dem Reformjudentum an und baute die Erzieherausbildung im Sinne des Reformjudentums in England mit auf, was auch auf andere Länder Europas ausgestrahlt hat. Seine Frau Marcia Plumb ist Rabbinerin, beide haben zwei Kinder.

## Veröffentlichungen
- Mazal Tov! The Rituals and Customs of a Jewish Wedding. Frances Lincoln, London 2002, ISBN 0-7112-2013-1.
- Siehe, Tage kommen …! The jewish prophet. Jüdische Verlagsanstalt, Berlin 2002, ISBN 3-934658-28-8.
- L'chaim! Prayers and Blessings for the Home. Chronicle, San Francisco 2000, ISBN 0-8118-2964-2.
- The illuminated Haggadah. Frances Lincoln, New York 1998, ISBN 0-7112-1106-X.

CD
- Magic horn, Pinorrekk Records, Hamburg, 2005, 1 CD, 12 cm + Beih., Canadian Brass, St. Mary Magdalene, Toronto, EAN 4013334050425